# 김관규
김관규(1978년 10월 10일 ~ )는 대한민국의 축구 선수이며, 포지션은 스트라이커이다.